# 神鉄タクシー
神鉄タクシー株式会社（しんてつタクシー 英称：Shintetsu Taxi Co., Ltd. ）は、神戸市北区甲栄台3丁目7番15号の神鉄タクシー本社ビルに本店を置く、神戸電鉄グループ（神鉄グループ）のタクシー会社である。
神戸電気鉄道（現・神戸電鉄）の出資で1962年（昭和37年）に神鉄交通株式会社として発足し、2004年（平成16年）に現社名へ商号変更した。

## 概要
神戸電鉄グループ（神鉄グループ）のタクシー会社のうちの1社であり、神戸電鉄の100%出資子会社である。かつては三田市にも営業所をおいていたが、現在は神戸市北区のみを事業区域とし、神戸電鉄主要駅に専用のりばを設けている。
専用プリペイドカード「ハートフルカード」を長らく販売していたが2020年（令和2年）3月31日に使用を中止し、電子マネー型カードに移行した。

## 営業所
神戸営業所
1963年（昭和38年）神戸市兵庫区下沢通2丁目に開設。21台を収容して神戸都心部の営業を担った。1985年（昭和60年）閉鎖。
鈴蘭台営業所（初代）
1963年（昭和38年）鈴蘭台駅前に7台収容で開設。1968年（昭和43年）閉鎖した。
有馬営業所
1963年（昭和38年）有馬町東門口に5台収容で開設。同じ神鉄グループの有馬ヘルスセンターへの送迎・タイアップを考慮したものであった。1975年（昭和50年）閉鎖した。
大池営業所
親会社の神戸電鉄が花山住宅地・大池住宅地を開発したことにともない、大池駅前に1967年（昭和42年）開設。当初8台収容であったが1977年（昭和52年）に15台収容に改築した。1985年（昭和60年）閉鎖。現在跡地は神鉄タクシー専用のりばになっている。
鈴蘭台営業所（２代）
1968年（昭和43年）鈴蘭台駅隣接地に15台収容で開設。1973年（昭和48年）閉鎖。
鈴蘭台営業所（３代）
鈴蘭台駅前の市街地化にあわせて、1973年（昭和48年）西鈴蘭台駅北側の神戸市北区北五葉1丁目に開設。鈴蘭台駅前・西鈴蘭台駅前の常駐を担当した。12台収容であったが1977年（昭和52年）改築して17台収容に増強、1981年（昭和56年）には30台収容可能になった。1985年（昭和60年）閉鎖。
押部谷営業所
1979年（昭和54年）押部谷駅前に開設。出張での常駐であったが1985年（昭和60年）営業休止した。
北鈴蘭台営業所
1985年（昭和60年）3月に親会社の神戸電鉄が開発した北鈴蘭台住宅地の宅地造成地を購入。同年10月1日に44台収容で開設した。1988年（昭和63年）より明交タクシーの6台も所属、1989年（平成元年）より明交車は16台に増強された。本営業所に所属する明交車はブルーとグレーの神鉄カラーに塗装されていた。1990年（平成2年）に閉鎖、新営業所の車庫に転用した。
北鈴蘭台総合基地
社運の隆盛にともなって1990年（平成2年）6月開設。1億3,000万円を投じて本社ビル・車両基地を建設した。敷地面積350㎡、建築面積236.27㎡、延床面積651.34㎡で65台（神鉄44台・明交21台）を収容。無線基地なども併設した。現在、明交タクシーとの提携を解消したため明交車は所属していない。
田尾寺営業所
1991年（平成3年）明交タクシーとの提携によって開設、明交車15台を収容した。現在は明交タクシーとの提携を解消したため、明交タクシー田尾寺営業所になっている。
三田営業所
1991年（平成3年）横山駅前に開設。横山駅前・三田本町駅前・フラワータウン駅前に6台の常駐を担当した。晩年は新三田駅前にも常駐していた。三田営業所のみ独自無線を使用していたが、16時以降は本社無線を使用した。現在は閉鎖済み。

## 車両
2021年（令和3年）現在の車両数は57両（本社43両、谷上・大池7両、有馬7両）であり、保有車両はブルーと白の特徴的なツートンカラーをまとっているが、近年は黒塗装のジャパンタクシーがそのほとんどを占めている。また2023年（令和5年）現在は保有車両数が61両に増加している。

## 使用無線
全配置車両ともに富士通テンAVM・GPSを使用している。かつては明交タクシーと提携関係にあったため無線も共用していた。

## バス事業
2024年（令和6年）3月現在、以下の地域でバスを運行している。
唐櫃台地区「からとんくるりんバス」
- 唐櫃台駅→唐櫃台4丁目→唐櫃台駅
- 唐櫃台駅→唐櫃台2丁目→唐櫃台1丁目→唐櫃台駅

青葉台・柏尾台地区「さとやま」
- 神戸北町 - 柏尾台 - 青葉台 - 箕谷駅前

## 歴史
- 1962年（昭和37年）2月10日 - 神鉄交通株式会社設立。
- 1978年（昭和53年）10月2日 - 株式会社神鉄自動車整備設立。
- 1985年（昭和60年）
  - 3月1日 - 神鉄北鈴蘭台ニュータウンの造成宅地を本社建設用に2億1,000万円で購入。
  - 10月1日 - 北鈴蘭台総合基地完成（工費5,590万円）。
- 1986年（昭和61年）3月10日 - 神鉄交通株式会社と株式会社神鉄自動車整備が合併。
- 1988年（昭和63年）
  - 4月2日 - 谷上駅前タクシーのりば完成。
  - 12月1日 - 明交タクシーの余剰車活用開始（現在廃止）。
- 1990年（平成2年）6月1日 - 神鉄交通本社ビル（現：神鉄タクシー本社ビル）完成。
- 1991年（平成3年）10月28日 - 三田営業所開設（現在廃止）。
- 2004年（平成16年）10月1日 - 神鉄タクシー株式会社に社名を変更。
- 2018年（平成30年）9月25日 - ベルスト鈴蘭台神鉄タクシー専用のりば完成。
- 2022年（令和4年）3月31日 - リフト付きタクシーの運行を終了。